# Rossosz (powiat bialski)
Rossosz – wieś w Polsce położona w województwie lubelskim, w powiecie bialskim, w gminie Rossosz. Przez miejscowość przepływa Zielawa, rzeka dorzecza Bugu, dopływ Krzny oraz Muława. Przez wieś przebiega droga wojewódzka nr 812.
Dawniej miasto; uzyskała lokację miejską w 1551 roku, zdegradowana w 1869 roku. Miasto prywatne uzyskało prawo magdeburskie około 1599 roku, wznowienie praw miejskich w 1645 roku, położone było w ziemi mielnickiej w województwie podlaskim. Prawa miejskie do 1888 roku. W latach 1975–1998 miejscowość należała administracyjnie do województwa bialskopodlaskiego.
Rossosz jest siedzibą gminy oraz rzymskokatolickiej parafii św. Stanisława należącej do dekanatu Wisznice. Administracyjnie jest podzielona na dwa sołectwa Rossosz I i Rossosz II. Według Narodowego Spisu Powszechnego z roku 2011 wieś liczyła  mieszkańców.
| SIMC    | Nazwa     | Rodzaj    |
| ------- | --------- | --------- |
| 0018738 | Brzozówka | kolonia   |
| 0018744 | Karaczony | kolonia   |
| 0018750 | Kątek     | część wsi |
| 1023799 | Miasto    | część wsi |
| 1023871 | Rynek     | część wsi |
| 1023902 | Wygon     | część wsi |
| 0018767 | Zabaszta  | kolonia   |

## Toponimia
Nazwa Rossosz wywodzi się do rozsochy (drzewa rozgałęziającego się na dwa konary z jednego pnia; tu rozchodzą się w formie rozsochy dwie główne rzeki Zielawa i Muława).

## Historia
Rossosz alias Rossosze, w wieku XIX opisano jako osadę miejską, dawne miasto przy źródłach rzeki Zielonej (dopływ Krzny) w powiecie bialskim, gminie i parafii obrzędu wschodniego Rossosz, odległe 21 wiorst na południe od Białej. Osada posiadała wówczas cerkiew parafialną oraz kaplicę katolicką znajdującą się na cmentarzu, szkołę początkową, Urząd Gminny. W roku 1883 było tu 235 domy i 1903 mieszkańców oraz 361 osad i 8998 mórg ziemi należącej do osady Rossosz.
W wieku XVI Rossosz była w rękach Dębickich, którzy założyli tu parafię, wznieśli kościół (1599 r. Kacper Dębicki z żoną Maryą Kopciówną fundują mansyonarzy) i zapewne oni współcześnie uzyskali przywilej miejski dla osady.
W roku 1624 Stanisław Koniecpolski, hetman, odstępuje dobra Rossosz Mikołajowi Firlejowi, kasztelanowi wojnickiemu. Miasto miało wtedy 242 domy na części dziedzica i kilkanaście na kościelnych placach a także 3 młyny, 13 rzemieślników palących gorzałkę i 2 warzących piwo.
Po spaleniu i rabunku przez Lisowczyków w 1640 r. Zbigniew Firlej ponowił dawne przywileje miasta co stało się w 1645 r. Dobra wraz z miastem przechodziły kolejno do Rysińskich, Potockich, Ossolińskich.
Rozwój miasta przerwał potop szwedzki  z lat 1655-1660. Rossosz został zniszczony i ograbiony przez wojska szwedzkie z następnie przez oddziały księcia siedmiogrodzkiego Rakoczego. Wojny i panujące w tamtym okresie epidemie spowodowały, że znacznie spadła liczba mieszkańców Rossosza.
Z początkiem XVIII w. Rossosz stał się własnością Potockich, a następnie Ossolińskich. Pod koniec XVIII w. rozpoczął się spór mieszczan rossoskich z dziedzicami miasta, którzy nie chcieli uznać przywilejów mieszczan wynikających z prawa magdeburskiego. Procesy sądowe trwały kilkadziesiąt lat.
Kongres wiedeński z lat 1814-1815 potwierdził przynależność Rossosza do zaboru rosyjskiego (część Królestwa Kongresowego w składzie Imperium Rosyjskiego).
W 1827 r. było 176 domów i 1092 mieszkańców.
W 1861 r. parafia Rossosz obejmowała 5639 katolików (rzymskich i greckich) i 270 izraelitów. Rossosz jako gmina obejmuje wówczas tylko samą osadę Rossosz. Graniczy z osadą Łomazy, ma 1896 mieszkańców i 9750 mórg. Sąd gminny okręgu II w osadzie Łomazy (oddalonej o 6 wiorst). Najbliższa stacja pocztowa i droga żelazna w Białej Podlaskiej.
Około 1862 r. posiadał miasto i dobra Jan Skibiczewski. Kościół katolicki pw. św. Stanisława biskupa został zniszczony przez pożar około 1861 r. nabożeństwo odprawiane było potem w kaplicy cmentarnej.
17 listopada 1863 r. w Rossoszu doszło do zwycięskiej bitwy powstańców styczniowych z pod dowództwem Karola Krysińskiego z wojskami rosyjskiego zaborcy. W walkach zginęło 13 powstańców i 65 Rosjan. Zbiorowa mogiła poległych powstańców znajduje się na starym cmentarzu w Rossoszu.
1 stycznia 1870 r. Rossoszowi odebrano prawa miejskie za uczestnictwo mieszkańców w powstaniu styczniowym przeciwko Imperium Rosyjskiemu i zamieniono na osadę. W latach nasilonej rusyfikacji Rossosz był miejscem prześladowań religijnych, co skutkowało m.in. bojkotem szkoły prawosławnej. Po upadku powstania styczniowego, wskutek represji, ludność zmuszano do przechodzenia na prawosławie (zwłaszcza po 1875 roku).
W 1905 r. ludność Rossosza wzięła udział w zjeździe polityczno-religijnym w lesie Sumierz. Manifestowano przywiązanie do mowy polskiej i religii rzymskokatolickiej. W tym czasie zdecydowana większość mieszkańców wyznawało rzymski katolicyzm, ale do 1947 r. istniała też mniejszość prawosławna.
W 1915 roku wycofujące się zaborcze wojska rosyjskie spaliły Rossosz. Spłonęła większość budynków mieszkalnych i gospodarskich. Rossosz znalazł się pod zarządem niemieckiej wojskowej Komendy Etapów Ober-Ost. Wielu mieszkańców Rossosza należało do powołanej w 1916 r. Polskiej Organizacji Wojskowej.
W latach II wojny światowej Rossosz był aktywnym ośrodkiem konspiracyjnym. To tu powstały pierwsze w okupowanej Polsce konspiracyjne gazetki „Polska Ludowa" i „Nowa Chłopska Wieś". Działały Ludowy Związek Kobiet. Rossosz był miejscem zakonspirowanej komórki ZWZ, a następnie AK. Proboszcz parafii ks. dr Stanisław Foryś był inicjatorem, a później komendantem podlaskim organizacji Kadra Powstańców Niepodległościowych. Na plebanii funkcjonowała tajna radiostacja. Rossosz był silnym ośrodkiem działalności Batalionów Chłopskich. W 1944 r. w okolicach Rossosza powstała i działała leśna Szkoła Podchorążych BCh. Założycielem i pierwszym komendantem był Stefan Skoczylas. Jego imię nosi Szkoła Podstawowa w Rossoszu. 
W 1973 r. Rossosz włączono do gminy Łomazy. Po wielu latach starań mieszkańców 1 stycznia 1984 r. ponownie utworzono gminę Rossosz. 

## Galeria

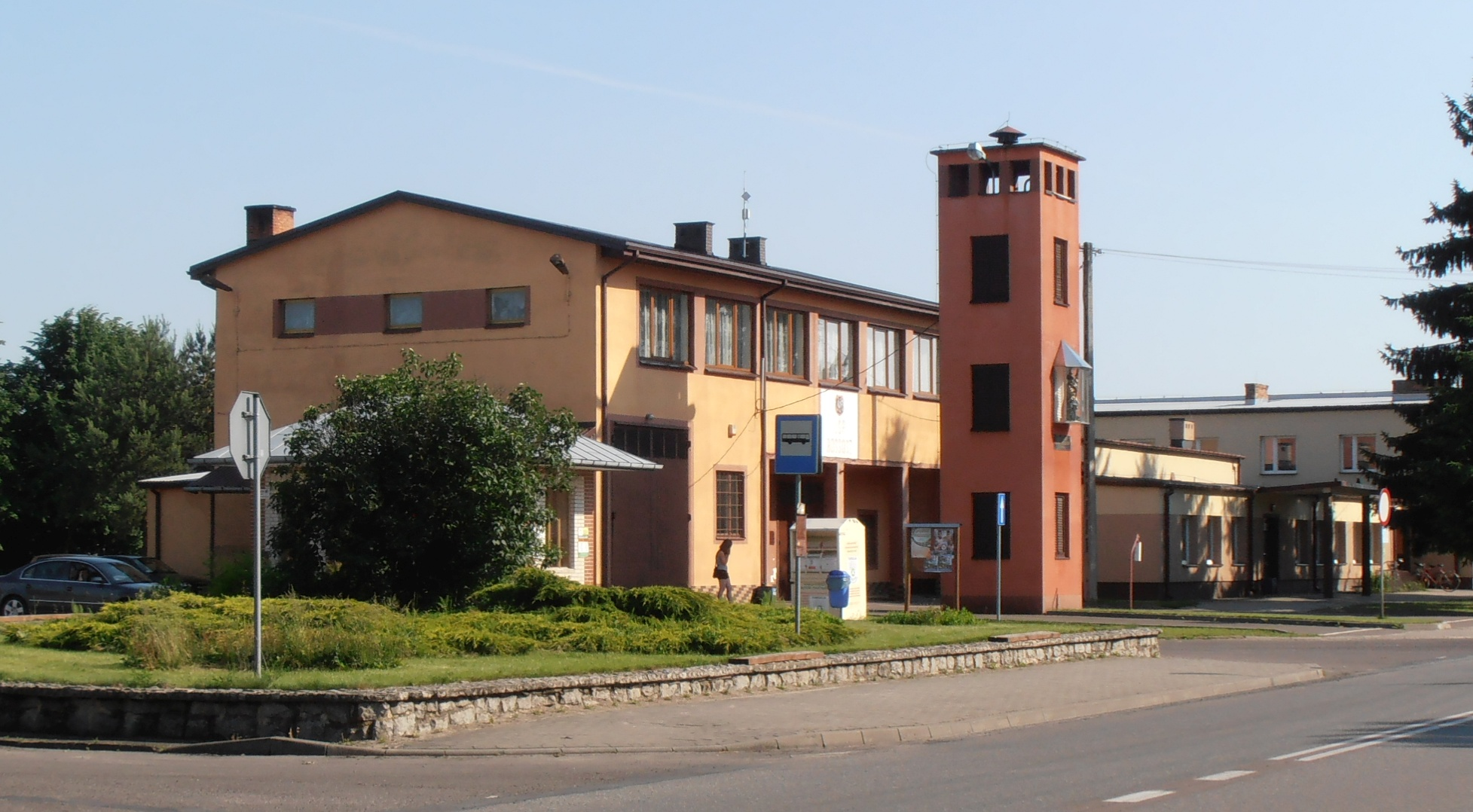
Remiza strażacka
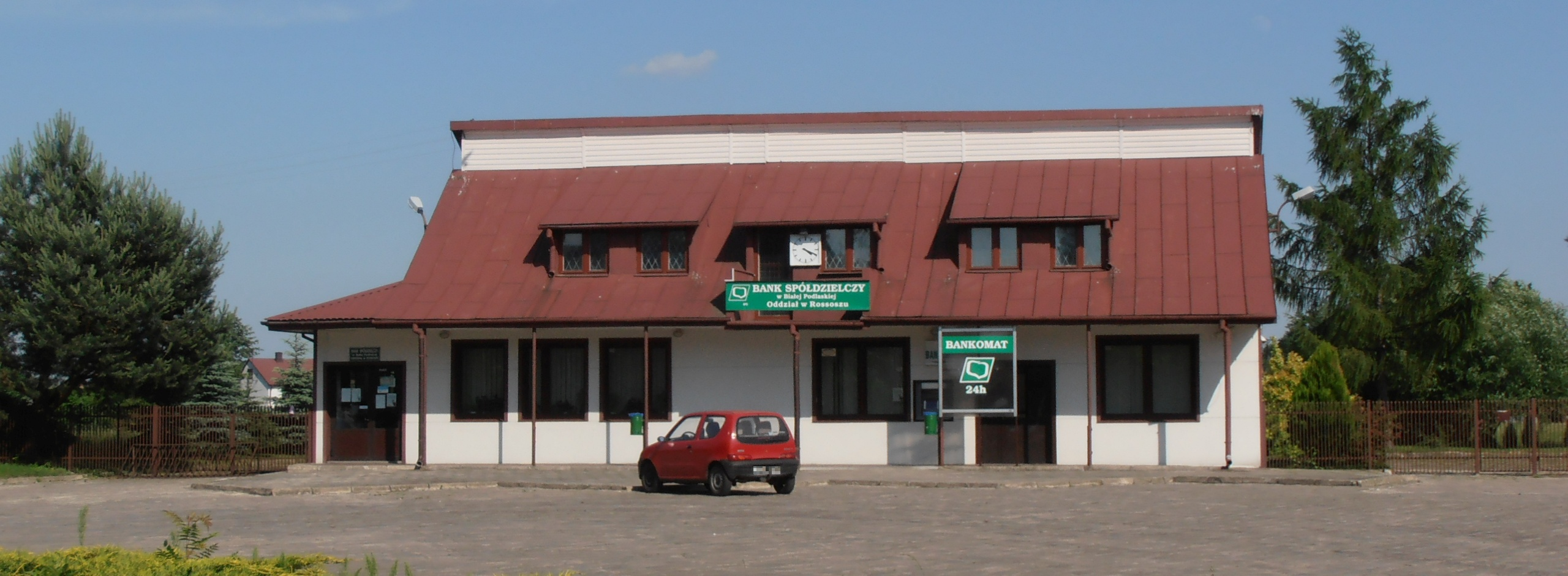
Bank Spółdzielczy
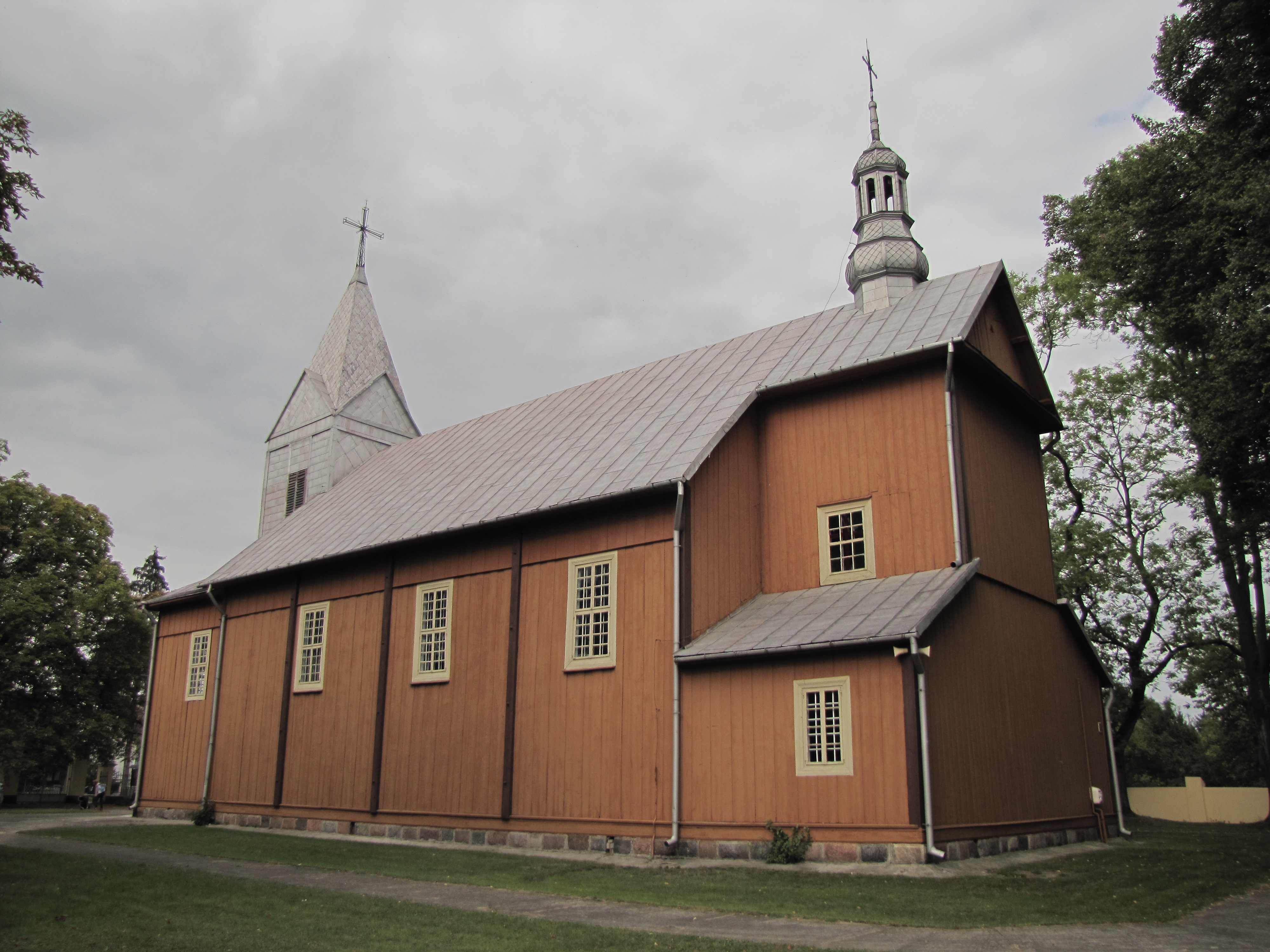
Kościół rzymskokatolicki św. Stanisława
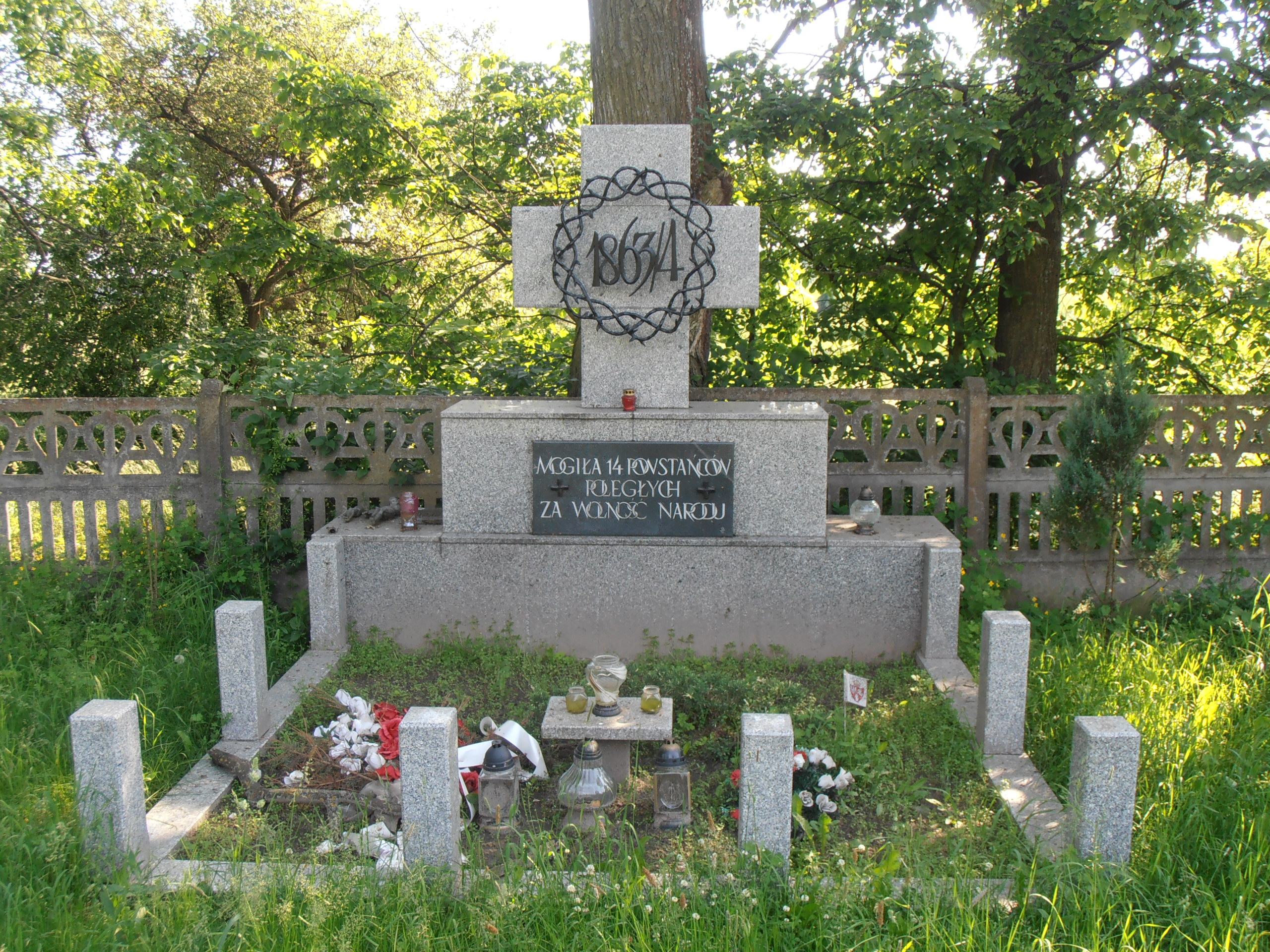
Mogiła powstańców styczniowych na cmentarzu unicko-katolickim

## Odznaczenia
- Order Krzyża Grunwaldu III klasy (1983)[17]